# 101 Collins Street
101 Collins Street is een wolkenkrabber aan Collins Street in Melbourne, Australië. Het gebouw is 260 meter hoog en het telt 57 verdiepingen. De bouw werd voltooid in 1991 en het is ontworpen door het architectenbureau Denton Corker Marshall.

## Kenmerken
101 Collins Street wordt voornamelijk gebruikt voor kantoorruimte. Er bevinden zich ook enkele kledingwinkels, een restaurant en twee zaken met voedsel voor onderweg. Op de begane grond bevindt zich de kunstgalerij Gallery 101. Deze kunstgalerij werd opgericht in 1992.
101 Collins Street is op Q1, de Eureka Tower en 120 Collins Street na het hoogste gebouw in Australië (tevens in Oceanië). 101 Collins Street staat op de derde plaats in de lijst met hoogste gebouwen in Melbourne.
Op deze locatie stond voorheen het Consolidated Zinc Building.